# Njugg spar och fan tar
Njugg spar och fan tar eller Åldrarnes dårskaper är en svensk opéra comique i två akter med libretto av Carl Envallsson och musik av Johan David Zander. En del av akt två är hämtat från Plautus Mostellaria. OPeran framfrdes första gången 17 februari 1784 på Eriksbergsteatern.
Den framfördes 14 gånger under 1784 på Eriksbergsteatern. Mellan 1784–1791 framfördes den 24 gånger på Munkbroteatern. Under 1819 framförde den 2 gånger på Djurgårdsteatern.